# Иванов, Павел Алексеевич (художник)
Павел Алексеевич Иванов (1776 или 1778 — 1813) — русский живописец, миниатюрист.

## Биография
Сын архитектора Алексея Алексеевича Иванова и брат художника Ивана Алексеевича Иванова. В 1789 году поступил в Академию художеств. Обучался по классу живописи на финифти у П. Г. Жаркова. В 1791 году получил малую серебряную медаль за рисунки с натуры, а в 1794 — большую серебряную медаль. За программу «Женщина, играющая на арфе» (1793) получил малую золотую медаль. В 1797 году за программу «Жертвоприношение Ноево» («Ной по выходе из ковчега приносит жертву богу») получил большую золотую медаль, аттестат 1-й степени и был оставлен пенсионером при Академии с назначением ему жалованья для «вящего в художествах познания».
С 1798 года преподавал в Академии художеств. В 1800 году удостоен звания «назначенного», а в 1802 году — академика за миниатюру «Группы разных персон с натуры». С 1803 года преподавал в классе миниатюрной живописи. С 1806 года — «советник» Академии художеств.